# Tellervo niveipicta
Tellervo niveipicta är en fjärilsart som beskrevs av Butler 1884. Tellervo niveipicta ingår i släktet Tellervo och familjen praktfjärilar. Inga underarter finns listade i Catalogue of Life.